# Roberto López Alcaide
Roberto López Alcaide (Zaragoza, 24 april 2000) is een Spaans voetballer die bij voorkeur als aanvallende middenvelder speelt. Hij speelt bij Real Sociedad.

## Clubcarrière
López komt uit de jeugdopleiding van Real Sociedad. Op 14 januari 2019 debuteerde hij in de Primera División tegen RCD Espanyol. Op 13 september 2020 maakte hij zijn eerste competitietreffer tegen Real Valladolid.